# 雅各市 (佛罗里达州)
雅各市（英語：Jacob City），是美国佛罗里达州傑克遜縣下属的一座城市。建立于1983年。面积约为8.3平方公里（约合3.2平方英里）。根据2010年美国人口普查，该市有人口250人。论人口在本州排行第393。